# Потенца-Пичена
Потенца-Пичена (итал. Potenza Picena) — коммуна в Италии, располагается в регионе Марке, в провинции Мачерата.
Население составляет 18 770 человек (2008 г.), плотность населения составляет 300 чел./км². Занимает площадь 48 км². Почтовый индекс — 62018. Телефонный код — 0733.
Покровителем коммуны почитаются святой первомученик Стефан, святой Джирио и святая Анна.
В коммуне базируется компания Hertz, производитель автомобильного аудиооборудования.

## Демография
Динамика населения:

## Администрация коммуны
- Официальный сайт: http://www.comune.potenza-picena.mc.it/